# Богданівка (Лубенський район)
Богдані́вка — село в Україні, у Чорнухинській селищній громаді Лубенського району Полтавської області. За даними перепису населення 2001 року населення становить 29 осіб. До 2018 орган місцевого самоврядування — Чорнухинська селищна рада.

## Географія
Село Богданівка знаходиться на одному з витоків річки Артополот, між селами Гільці та Хейлівщина (2 км), за 0,5 км від села Новий Артополот (зняте з обліку).

## Історія
В хуторі були: клуб, початкова школа (3 класи), магазин.
Школу закрили в 1971 рокі, замість неї став клуб, який до того часу був у будівлі контори.
Магазин був закритий на початку 90-х років.

## Сьогодення
Весь хутір майже повністю розібраний «на цеглу»[джерело?].
Зараз на території Богданівки не проживає ніхто. Орендують ставок і лише тому  в селі інколи є люди.